# 대정봉환

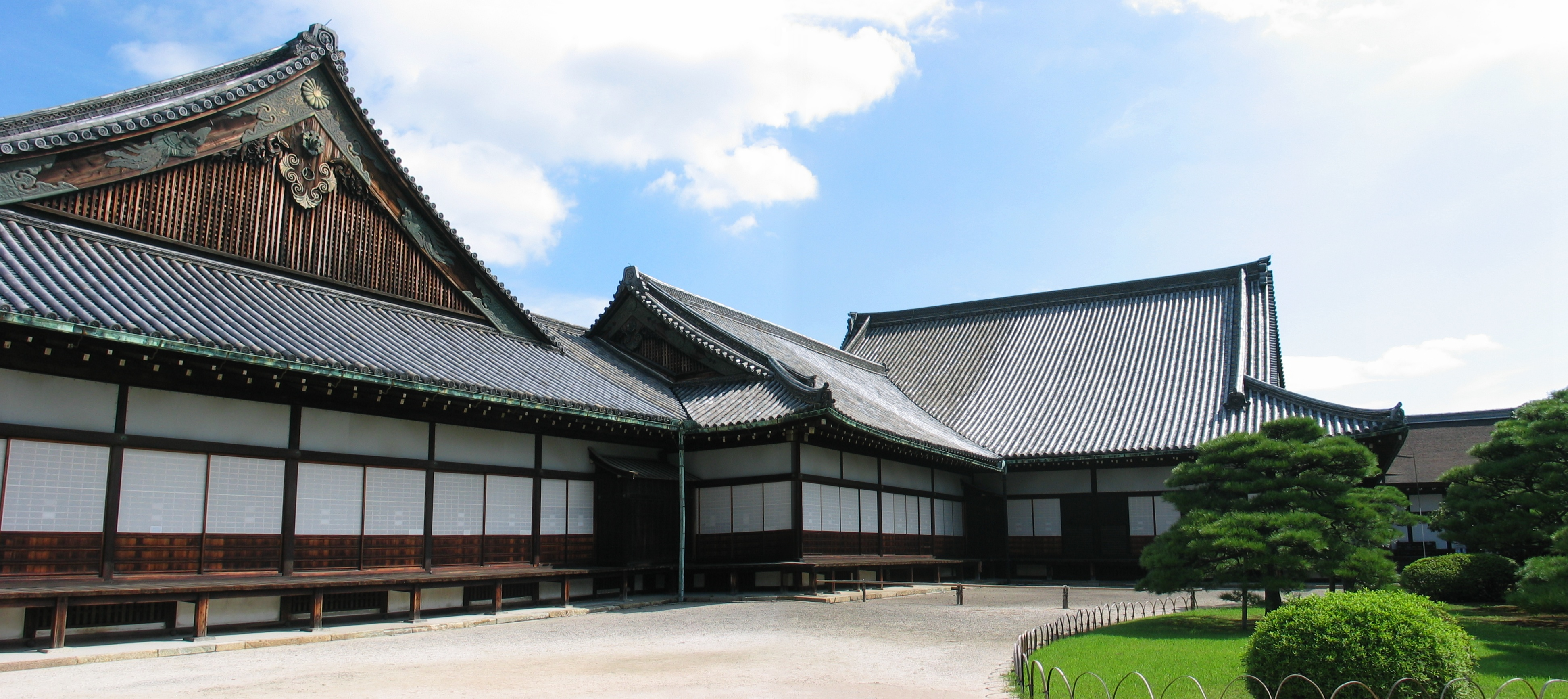
막부가 여러 번의 중신에게 대정봉환의 의도를 알리고, 도쿠가와 요시부노가 그 목표를 밝힌 니조성·니노마루 어전。

대정봉환(일본어: 大政奉還 다이세이호칸[*])은 1867년 11월 9일(게이오 3년 10월 14일) 일본 니조성에서 에도 막부 제15대 쇼군 도쿠가와 요시노부가 메이지 천황에게 정권을 반납할 것을 선언하고, 다음날인 1867년 11월 10일에 천황이 이를 허가한 정치적 사건이다.

## 개요
에도 시대 도쿠가와 쇼군가는 일본의 실질적인 통치자로 군림하고 있었다. 그러나 '천황이 국가 통치를 쇼군에게 위임하고 있다'는 대정위임론(大政委任論)이 널리 받아들여지고 있었다.
에도 막부 말기, 조정은 자립적인 정치 세력으로 급격히 부상했고, 주로 대외 문제에 있어서 막부와 다른 의견을 내세우며 막부 권력의 정통성을 위협했다. 이런 상황에서 막부는 조정에 대정위임의 재확인을 요구하게 된다.
1863년(분큐 3년) 음력 3월부터 다음 해인 1864년(겐지 원년) 음력 4월에 각각 약간의 보류 뒤 대정위임이 재확인되었고, 그때까지 관례에 불과했던 대정위임론이 실질화·제도화되었다.
1867년 11월 10일 도쿠가와 요시노부는  대정봉환을 통해 막말의 조막교섭에서 재확인된'대정(정권)'을 천황에게 반납하였다. 그러나 이 시점에서 요시노부는 여전히 쇼군직에 있었고, 계속해서 각 번에 대한 군권을 갖고 있었다. 그는 1867년 11월 19일(음력 10월 24일)에 쇼군직사직원을 제출하였으며, 막부의 폐지는 1868년 1월 3일 왕정복고 대호령으로 이루어졌다.
대정봉환의 목적은 내전을 피하고, 막부의 독재를 시정하여 도쿠가와 종가를 필두로 하는 제후들에 의한 '공의 정권 체제'(公議政体論)를 수립하는 것이었다. 그러나 대정봉환 이후 예정되었던 제후 회동이 이루어지지 않았고, 그 사이에 사쓰마번을 중심으로 한 토막파에 의해 내란(도바·후시미 전투, 보신전쟁)이 일어났다.

## 과정
※아래의 날짜는 전부 음력이다.

### 공무합체와 대정봉환론
막부 말기 개국과 통상 조약 체결 문제를 놓고 국론이 분열되었고, 이는 막부와 조정 간의 의견불일치와 전쟁으로 표면화되었다. 막부는 1858년(안세이 5년)에 '무오의 밀칙'이 막부를 통하지 않고 미토번에 직접 내려진 것을 시작으로, 마침내 조정이 막부의 정치 개혁과 양이의 실행을 요구하는 등의 사태에 직면했다. 막부는 '조정과 막부의 일치', 즉 공무합체의 일환으로 '대정위임'의 재확인과 제도화를 조정에 요구하게 된다. 이는 궁극적으로는 '막부의 명령'이 곧 '조정의 명령'이 되는 정령일도(政令一途)에 의한 막부 권력의 재강화와 나라의 통일을 노린 것이었다.
한편 마쓰다이라 슌가쿠의 요청을 받아 에치젠번의 개혁을 단행한 요코이 쇼난과 오쿠보 이치오, 카쓰 가이슈 등의 개화적인 막부 신료들은 대정봉환론 내지는 대정반상론(大政返上論)을 일찍부터 주창했다. 그러나 막부는 조정의 양이 요구와 타협하면서도, 어디까지나 '공무합체'를 추진했기 때문에 이러한 주장을 현실화시킬 수 없었다.

### 도사 번의 대정봉환 건의
웅번의 정치 참가를 포함하는 공무합체를 구상하고 있던 사쓰마번은 참예회의(參預會議, 1864년)의 붕괴 이후, 쇼군후견직 도쿠가와 요시노부나 막각과의 대립이 깊어졌다. 또한 비장의 카드로 여기고 있던 사후회의(四侯會議, 1867년)도 15대  쇼군으로 취임한 요시노부의 정치력에 의해 무력화되었기 때문에 요시노부를 전제로 한 제후회의 노선을 단념했다. 그리고 조슈번과 함께 노선을 무력토막으로 바꾸어 전쟁을 통해 막부를 쓰러뜨린다. 5월 21일 도사번의 번사 이누이 다이스케와 다니 다테키 등이 나카오카 신타로의 중개로 사쓰마번 가로 고마쓰 다테와키의 교토 사저인 오하나바타케야시키(御花畑屋敷)에서 같은 번의 번사 사이고 다카모리나 요시 고스케 등과 삿토 토막의 밀약을 맺는다.
이것에 대항하여 대정봉환론을 추진해야 한다고 생각했던 것이 도사번의 참정 고토 쇼지로다. 6월 9일에 사카모토 료마가 대정봉환을 포함한 새로운 정치 강령인《선중8책(船中八策)》을 고토에게 제시했다고 여겨지기도 하는데, 이는 후세의 창작이라고도 한다. 상세는 선중8책 항목을 참조할 것.
사토는 6월 17일부터 재경(在京) 도사번 간부인 데라무라 미치나리, 마나베 마사무네, 후쿠오카 다카치카 등에게 대정봉환론의 채용을 주장했다. 이에 사쓰마번의 고마쓰 다케와키 등도 동의하였고, 6월 22일 삿토 맹약이 체결되었다. 이는 막부가 조정에 대정을 봉환해서 정권을 일원화하고, 새로이 조정에 의사당을 설치하여 국시를 결정해야 한다는 내용으로, 그 의원은 공경부터 제후·배신·서민에 이르기까지 '정의로운 자'를 선거할 것으로 여겨졌다.
대정봉환론은 평화 뒤에서의 정치 체제 변혁을 구상한 것이었다. 그러나 사쓰마번은 요시노부가 대정봉환을 거부할 것으로 보고, 이를 토막의 구실로 삼으려 동의했다고 여겨진다. 이런 이유로 맹약에는 도사번의 상경(上京) 출병 및 쇼군직의 폐지를 건의서에 명기할 것이 약속되었다.
고토는 곧 귀국해서 도사번병(土佐藩兵)을 인솔할 예정이었었다. 그러나 도사번에 은거하던 야마우치 요도가 대정봉환을 번론(藩論)으로 하는 것에는 동의하면서도, 상경 출병은 반대하여 건의서 조문에서 쇼군직 폐지를 지워버렸다.  한편 사쓰마번은 조슈번 및 게슈번과 함께 무력토막 노선도 추진하고 있었기에 결국 9월 7일 삿토 맹약은 깨지고 만다.

### 대정봉환의 성립

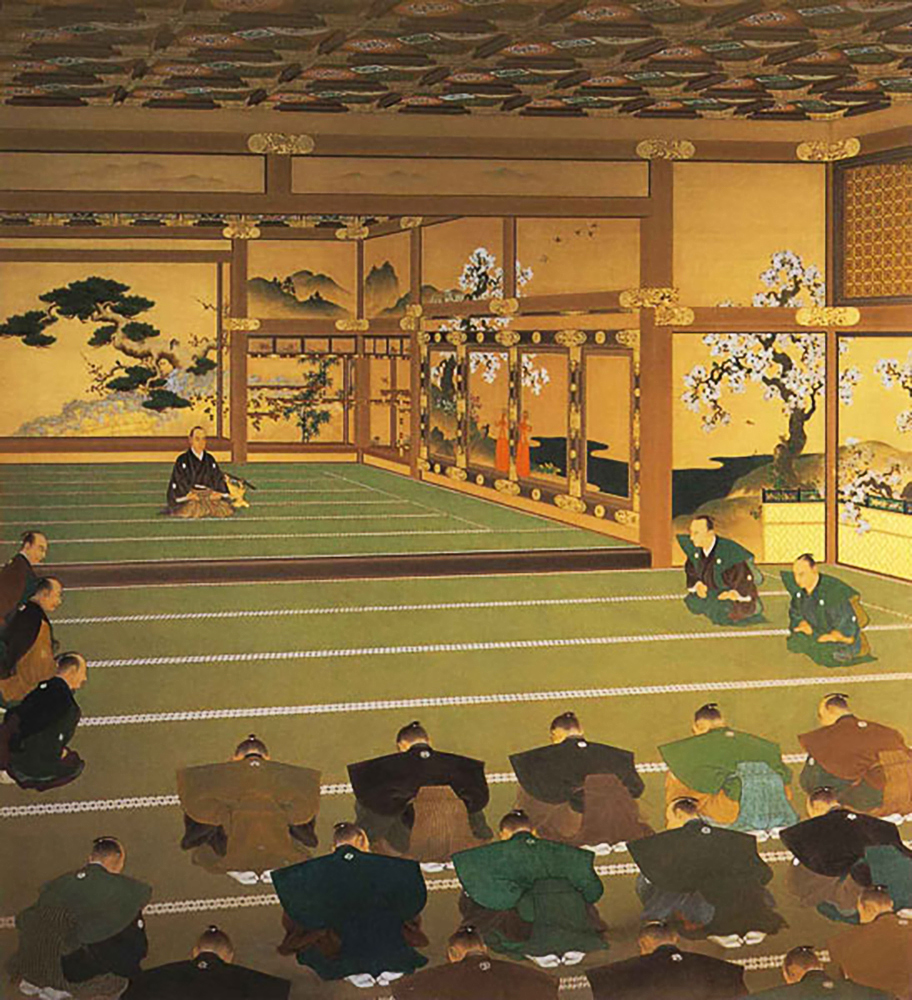
무라타 탄료(邨田丹陵)가 그린 「대정봉환도」(1935년, 쇼토쿠 기념 회화관 소장)는 메이지 천황의 생애를 묘사한 회화 연작 중 한 작품으로, 도쿠가와 요시미쓰(徳川慶光)에 의해 봉납되었다. 흔히 음력 10월 13일에 니조성 대광장에서 요시노부가 각 번의 중신들에게 대정봉환을 포고하는 장면으로 오해되곤 하지만, 이 작품은 전날인 10월 12일에 요시노부가 흑서원에서 막부 관리와 가문 다이묘들에게 대정봉환을 전달하는 장면을 묘사한 것이다.니조성 대광장에는 소나무를 그린 장벽화가 그려져 있는 반면, 「대정봉환도」처럼 벚꽃이 그려진 것은 흑서원임을 나타낸다.

1867년 10월 3일, 야마우치 요도는 '대정봉환 건백서'를 노중 이타쿠라 가쓰키요를 통해 도쿠가와 요시노부에게 제출했다. 요시노부는 이를 채택하여, 사쓰마번과 조슈번의 동맹이 추진하는 도막(倒幕)을 선제적으로 차단하기 위해 정권을 천황에게 반환하는 방향으로 움직이기 시작했다.
10월 11일부터는 교토에 머물던 10만 석 이상의 다이묘들의 중신들에게 "국가 대사를 위해 의견을 묻고자 한다"는 취지로 13일 정오에 니조성으로 출두하라는 글이 전달되었다. 10월 12일 밤에는 대정봉환의 뜻을 담은 밀서가 빗추국 마쓰야마번에 있던 이타쿠라 가쓰키요의 고문 야마다 호코쿠(山田方谷)에게 전달되었다. 호코쿠는 상표문의 초안을 밀사에게 건네주었고, 밀사는 이를 교토로 되돌려 보냈다. 같은 날, 막부의 관료와 아이즈번, 구와나번 등 유력 번의 다이묘들에게도 대정봉환의 방침이 전달되었다.
10월 13일, 40개 번의 중신 약 50명이 니조성의 니노마루 대광장에 모였다. 이후 노중 이타쿠라 가쓰키요가 서류 3통을 배포하며 "의견이 있는 자는 장군께 직접 아뢰라"고 전했다. 이에 오오메츠케 토가와 야스치카(戸川忠愛)와 메츠케 시타라 이와지로(設楽岩次)가 야마다 호코쿠가 작성한 상표문을 포함한 서류 3통을 배포하고, "의견이 있는 자는 남아 장군과 면담하라"고 알렸다.
이를 계기로 도사번의 고토 쇼지로와 후쿠오카 다카치카(福岡孝弟), 사쓰마번의 고마쓰 기요카도, 게이슈번의 쓰지 이가쿠, 우와지마번의 쓰즈키 아츠시, 비젠번의 마키노 곤로쿠로(牧野権六郎) 등 6명이 요시노부를 알현했다. 다른 번의 중신들은 서류에 동의 의사를 적어 반환했다. 이를 통해 막부의 대정봉환 의사가 공식적으로 표명되었다.
그 후, 상표문은 문안 중 "나(我)"로 되어 있던 부분을 "신 요시노부(臣慶喜)"로 수정하고, "10월 14일 요시노부"로 끝맺는 형태로 작성되었다. 다음 날인 1867년 10월 14일(음력, 양력 11월 9일), 요시노부는 고케(高家) 다이묘인 오자와 모토히사(大沢基寿)를 사자로 하여 "대정봉환 상표문"을 조정에 제출함과 동시에 상표 수리를 강력히 요구했다. 섭정 니조 나리유키 등 조정의 상층부는 이에 당황했으나, 고마쓰 다테와키와 고토 쇼지로의 적극적인 중재로 인해, 다음 날인 15일(양력 11월 10일)에 요시노부를 포함한 조의에서 수리가 결정되었고, 요시노부에게 명령문(沙汰書)이 전달되었다. 이 명령문에서는 충분한 논의를 거친 뒤 앞으로의 결정을 내리고, 쇼군가의 영지에 대해서도 추후 결정하겠다고 명시되어 있다. 같은 날, 조정은 10만 석 이상의 모든 다이묘들에게 상락(上洛)을 명했다.
대정봉환은 토막파(討幕派)의 선수를 쳐서 토막의 명분을 박탈하려는 의도가 있었으나, 상표문에는 사쓰마번 등의 최대 관심사였던 정이대장군직 사임에 대해 전혀 언급되지 않았고, 요시노부는 무가의 동량으로서의 지위를 여전히 유지하고 있었다. 10월 14일, 요시노부는 고마쓰 다테와키에게 "사임을 표명하면 가신들이 불만을 가질 것"이라고 말했으나, 고마쓰가 사임해야 한다고 권고한 것에 따라 요시노부는 10월 24일(1867년 11월 19일)에 정이대장군 사임도 조정에 요청하게 되었다.
막부는 조정이 정권을 운영할 능력도 체제도 없으며, 일단 형식적으로 정권을 반환하더라도 여전히 공가(公家)들과 여러 번들을 압도하는 세력을 가진 도쿠가와 가문이 천황 아래 새로운 정부에 참여하면 실질적으로 정권을 계속 장악할 수 있을 것이라고 보았다. 예상대로, 10월 22일에는 국시를 결정하기 위한 제후 회동 소집까지를 조건으로 긴급 정무 처리가 막부에 계속 위임되었고, 정이대장군군직도 잠정적으로 이전과 동일하게 유지되었다. 즉, 실질적으로 요시노부에 의한 정권 장악이 계속된 셈이었다.
실제로 조정은 외교에 관해 전혀 대처할 방법이 없었으며, 10월 23일에는 외교에 관해서는 계속해서 막부가 중심이 되어 진행할 것을 인정하는 통지를 발표했다. 11월 19일에는 에도의 문을 여는 것과 니가타의 개항을 연기한다는 통고를 발표했으며, 28일에는 러시아와의 개정세 약서를 체결한 것도 막부였다.
조정은 요시노부에게 당분간 계속해서 정무를 위임시키고 다이묘들에게 상경을 명했으나, 형세를 관망하기 위해 상경을 거부하는 다이묘들이 잇따랐다. 이로 인해 정이대장군직을 둘러싼 요시노부의 퇴진 여부에 대해 조정은 어떤 주체적인 결정을 내리지 못한 채 상황은 지속되었다. 11월 중 상경한 유력 다이묘는 사쓰마번, 게이슈번, 오와리번, 에치젠번 등 네 번에 불과했으며, 도사번의 야마우치 요도는 겨우 12월 8일(1868년 1월 2일)에 입경했다. 왕정복고가 발발한 것은 그 다음날인 12월 9일(1868년 1월 3일)의 일이었다. 이 기간 동안 도사번은 사카모토 료마를 에치젠번으로 파견하는 등 공의 정체 구상의 실현을 위한 노력을 계속했다.
한편, 아이즈번, 구와나번, 기슈번 및 막부 신하들 사이에서는 대정봉환이 사쓰마번과 도사번의 책략에 따른 것이라는 반발이 확산되었고, 대정 재위임을 요구하는 운동이 전개되었다.

### 도막파(倒幕派)의 대응
대정봉환 상표가 제출된 동일한 날(10월 14일), 이와쿠라 토모미는 사쓰마번과 조슈번에 토막의 밀칙을 은밀히 전달했다. 이 밀칙은 천황의 날짜와 재가가 기재되지 않은 채 발부되었으며, 칙서로서의 형식을 갖추지 않은 이례적인 문서였다. 이로 인해 토막파(討幕派)가 위조한 것이라는 의혹이 짙었다.
대정봉환이 이루어진 시점에서, 이와쿠라를 포함한 도막파(倒幕派) 공가들은 조정 내에서 주도권을 장악하지 못하고 있었다. 전년도 12월에 고메이 천황이 사망한 후, 이듬해 1월 9일에 즉위한 메이지 천황은 만 15세의 어린 나이였고, 친막부파인 관백 니조 나리유키가 섭정으로 취임해 있었다. 반면, 산조 사네토미를 비롯한 친조슈 급진파 공가들은 분큐 3년(1863년)의 8월 18일의 정변 이후 교토에서 추방된 상태를 유지하고 있었다.
즉, 이 시기의 조정은 니조 섭정과 구니노미야 아사히코 친왕 등 친막부파 상급 공가들에 의해 여전히 주도되고 있었다. 대정봉환이 이루어졌더라도, 이러한 조정 아래에서 구성될 신정부(공무합체정부)는 도쿠가와 요시노부가 주도권을 잡을 것으로 예상되었다. 사쓰마번과 조슈번, 그리고 이와쿠라 토모미를 중심으로 한 토막파는 쿠데타를 통해 조정 내의 친막부파 중심의 섭정·관백의 기존 관직을 폐지하고 체제를 새롭게 개편하며, 조정의 실권을 장악할 필요가 있었다. 토막의 밀칙은 아직 조정 내에서 주도권을 가지지 못한 이와쿠라를 비롯한 중하급 도막파 공경들과 사쓰마·조슈 양번이 요시노부의 그러한 의도에 맞서기 위해 계획한 비상수단이었던 것이다.
그러나 예기치 못한 대정봉환의 움직임에 도막파는 혼란에 빠졌다. 고마쓰 다테와키, 요시이 도모자네, 이와쿠라 토모미 등 요시노부의 대정봉환을 긍정적으로 평가하는 이들도 있었다. 이로 인해 혼란을 피하기 위해 무력 봉기를 계획했던 사쓰마번도 잠시 관망하기로 했다. 10월 21일, 조정으로부터 제안된 "제후 회의가 수습될 때까지 제정을 막부에 위임할 것인가"라는 질의에 대해 사쓰마번도 찬성하였다.
하지만 오쿠보 도시미치와 사이고 다카모리를 중심으로 한 사쓰마번 내 무력 도막파는 요시노부에 대한 경계를 늦추지 않았다. 결국 무력을 통한 막부 타도를 목표로 번론(藩論)을 통일했고, 11월 29일에는 번주 시마즈 모치히사(島津茂久)가 군대를 이끌고 상경했다. 이후 12월 9일(1868년 1월 3일), 일본제국의 수립을 선언하는 왕정복고의 대호령이 선포되며 왕정복고라는 새로운 국면으로 나아가게 되었다.

## 참고사항
"메이지 N년"은, 일본제국이 성립된 서기 1868년을 1년으로 하고 있지만, 대정봉환이 일어난 서기 1867년은 "메이지 0년"에 해당한다. 즉, "메이지 N년"은 "대정봉환으로 N년 후"를 의미하고 있다.
제국 시대에는 천황에 대한 이벤트는 11월 10일 실시되는 경우가 많았다. 쇼와 천황의 즉위식 (1928년)와 황기 2600년 기념식 (1940년)은 모두 11월 10일에 개최되었다. 이것은 대정봉환 다음날 맞는 11월 10일에 연관되어있다.

### 시간주
1. ↑  게이오 3년 10월 15일
2. ↑  게이오 3년 10월
3. ↑  음력 12월 9일

### 내용주
1. ↑  '대정'은 '정치' 내지는 '정권'을 의미한다.
2. ↑  幕閣, 막부의 최고 수뇌부.
3. ↑  藩士, 번에 속하는 무사.
4. ↑  參政. 에도시대 다이묘의 가로의 이칭. 실질적으로 번주의 대리이자 번행정의 최고책임자.
5. ↑  陪臣. 신하의 신하. 여기서는 쇼군에 대해 제후의 신하.

### 참조주
1. 1 2  青山忠正 2017, 131쪽.
2. ↑  青山忠正 2017, 131-133쪽.
3. ↑  “19世紀後半、黒船、地震、台風、疫病などの災禍をくぐり抜け、明治維新に向かう(福和伸夫)”. 《Yahoo!ニュース》. 2020년 8월 24일. 2020년 12월 3일에 확인함.
4. ↑  “『板垣精神 : 明治維新百五十年・板垣退助先生薨去百回忌記念』”. 一般社団法人 板垣退助先生顕彰会. 2019년 2월 11일. 2019년 8월 30일에 확인함.
5. 1 2  “「大政奉還」克明に記録－「慶喜は大広間で各藩重臣に表明した」に非ず、参加者自筆の記録を初確認　二条城伝達から１５０年（1/2ページ） - 産経WEST”. 《産経WEST》. 産経新聞社. 2017년 10월 13일. 2019년 6월 5일에 원본 문서에서 보존된 문서. 2021년 1월 23일에 확인함.
6. 1 2  青山忠正. “第7回「慶喜は姿を見せたか？” (PDF). 《京都市》. 2022년 6월 15일에 확인함.
7. ↑  “国宝・二の丸御殿 | 二条城 世界遺産・元離宮二条城”. 2022년 6월 13일에 확인함.
8. 1 2 3  青山忠正 2017, 132쪽.
9. ↑  「土佐藩大政奉還建白書写」（三条家文書12-8）慶応3(1867)
10. ↑  「土佐藩大政奉還建白書写」
11. 1 2  青山忠正 2017, 132-133쪽.
12. 1 2  青山忠正 2017, 133쪽.
13. ↑  高橋秀直 2003, 41쪽.
14. ↑  青山忠正 2017, 134쪽.
15. ↑  高橋秀直 2001, 11쪽.
16. 1 2  高橋秀直 2001, 12쪽.
17. 1 2  高橋秀直 2001, 13쪽.
18. ↑  高橋秀直 2003, 41-42、58쪽.
19. ↑  高橋秀直 2003, 41-42쪽.
20. ↑  高橋秀直 2001, 15-34쪽.

## 같이 보기
- 삿초 동맹
- 사카모토 료마
- 사이고 다카모리

## 참고 문헌
- 青山忠正 (2017). “大政奉還後の政治状況と諸藩の動向 (史学科創立50周年記念号)”. 《歴史学部論集》 (佛教大学歴史学部) 7: 131–139. NAID 120006009378.
- 高橋秀直 (2001). “王政復古への政治過程”. 《史林》 (史学研究会) 84 (2): 165–201.
- 高橋秀直 (2003). “<論説>王政復古政府論”. 《史林》 (史学研究会) 86 (1): 35–70.